# Edgar Gadielszyn
Edgar Gadielszyn, ros. Эдгар Гадельшин (ur. 12 stycznia lub 12 lipca 1970 w Kazaniu, zm. ok. 2010–2013) – rosyjski hokeista.

## Kariera zawodnicza
- SK Urickogo Kazań
- SKA 2 Leningrad (1989-1990)
- SKA Leningrad (1989–1990)
- Zwiezda Leningrad
- Tan Kazań (1992-1993)
- Nieftianik Almietjewsk (1993/1994)
- Itił 2 Kazań (1993/1994)
- Nieftiechimik Niżniekamsk (1994-1995)
- Naprzód Janów (1995/1996)
- STS Sanok (1996)

Urodził się 12 stycznia lub 12 lipca 1970 w Kazaniu. Był narodowości tatarskiej. Hokej na lodzie uprawiał od 6 roku życia. Był wychowankiem trenera Władimira Zajcewa w klubie SK Urickogo Kazań w rodzinnym mieście i grał na pozycji obrońcy. W sezonie 1990/1991 grał w barwach SKA Leningrad w lidze radzieckiej. Później był zawodnikiem Zwiezdy Leningrad, Tanu Kazań (w barwach zespołu Tan Kazań grał razem z Dmitrijem Bałminem)), Nieftianika Almietjewsk, Nieftiechimika Niżniekamsk. Występował w lidze polskiej: w sezonie 1995/1996 grał w barwach Naprzodu Janów, po czym wrócił do Rosji. W połowie 1996 był awizowany jako nowy zawodnik STS Sanok.
Zmarł pomiędzy 2010 a 2013.